# Peggy McCay
Margaret Ann McCay (Nueva York, 3 de noviembre de 1927 - Los Ángeles, 7 de octubre de 2018) fue una actriz estadounidense de teatro, televisión y cine conocida por sus papeles de Vanessa Dale en Love of Life y Caroline Brady en Days of Our Lives.

## Biografía
Hija única, sus padres fueron Michael, propietario de una empresa de construcción especializada en la edificación de escuelas, y Catherine McCay. 
Asistió a la St. Walburga's Convent School y Barnard College, graduándose de esta última en junio de 1949.
Nunca se casó, ni tuvo hijos.

## Filmografía

### Películas destacadas
| Año  | Película             | Papel             |
| ---- | -------------------- | ----------------- |
| 1979 | Promises in the Dark |                   |
| 1981 | Bustin' Loose        | Gloria            |
| 1983 | Second Thoughts      | Doctora Carpenter |
| 1996 | Daddy's Girl         | Abuela            |
| 2001 | James Dean           | Emma Dean         |